# Mitten im 8en
Mitten im 8en war eine österreichische Seifenoper, die ab 10. April 2007 zwölf Wochen lang werktäglich von ORF 1 ausgestrahlt wurde. Die Serie war als das Herzstück einer umfassenden und richtungsweisenden Senderreform beworben worden, konnte aber nur weniger als ein Drittel der geplanten Zuschauerzahlen erreichen, hatte durchgehend negative bis vernichtende Kritik zu verzeichnen und galt bereits drei Wochen nach ihrer Premiere allgemein als gescheitert. Die unmittelbar Verantwortlichen versuchten noch, Mitten im 8en durch eine inhaltliche und formale Generalüberholung zu retten. Nachdem sich aber auch mehrere ORF-Stiftungsräte öffentlich für die umgehende Einstellung der Serie ausgesprochen haben, wurde die Einstellung der Sendung per 29. Juni 2007 mit der 56. Folge beschlossen.

## Hintergrund
Als Ende 2006 Alexander Wrabetz Monika Lindner als Generalintendant ablöste, versprach er den ORF zu reformieren. Seinen Aussagen zufolge sollte es die größte Programmreform aller Zeiten werden. Dazu wollte er die Zuschauerzahlen des Vorabends erhöhen, da zu dieser Zeit viele Zuseher zu deutschen Sendern, besonders zu RTL (Gute Zeiten, schlechte Zeiten) wechselten. Darum wurde im Stiftungsrat des ORF u. a. beschlossen, die Durchschaltung der Nachrichtensendung Zeit im Bild 1 zu beenden und die ZiB auf ORF 1 durch Mitten im 8en zu ersetzen.
Zunächst wurden 130 Folgen vom ORF bestellt, Producers at Work und Comtel produzierten die Serie.

### Vorbild
Das Vorbild der Serie stammt aus den Niederlanden, hieß Samen und wurde auch dort schon nach einigen Monaten abgesetzt. Die deutsche Firma ProSiebenSat.1 sicherte sich die Rechte und produzierte seit Jänner 2008 die Serie Volles Haus (Arbeitstitel: Im Leben eine 1). Allerdings wurde auch diese Sendung bereits abgesetzt.

## Handlung
Ossi Weininger, ein grantiger, aber charmant auftretender Wiener, und seine Freundin Claudia Holacek übernehmen ein altes Wirtshaus und gestalten es in ein modernes Lokal um. Nebenbei ziehen sie in ein in der Nähe gelegenes Haus um. Nicht weit davon entfernt hat sich eine WG eingemietet. Mitglieder sind anfangs Verena Huber, Lisa Moizi, Robert Aufderklamm und Michael Obermaier.
Einige Häuserblocks weiter lebt die Familie Steinlechner, bestehend aus Vater Walter und Mutter Sylvia Steinlechner, den zwei Töchtern Florentina und Julia Steinlechner und dem Sohn Lukas Steinlechner, der aber schon bald in die WG umzieht.
In den ersten Folgen der Serie geht es um die Einführung der Charaktere und ihre Alltagsprobleme: Robert, der gebürtige Tiroler, ist in Verena verliebt und versucht es ihr zu signalisieren; Ossi hat Probleme mit seiner Beziehung zu Claudia, da er mit einer ihrer Freundinnen zusammen war. Außerdem kommen Michael und Lisa einander mehrmals nahe; Flo und Julia haben pubertären Liebeskummer und Walter versucht seine Ehe aufrechtzuerhalten.
In der letzten Folge So ein Mist (in Anlehnung an die Beschwerden des Publikums) kehrt Lukas nach einem zweijährigen Aufenthalt in den Niederlanden nach Wien zurück, wo sich einiges verändert hat. Am Ende der Folge konnte man Ossi Weininger allein im Holacek sitzen sehen, als er sich beim Kundendienst des ORF beschwert über diese neue Serie (die im Achten reden ja gor net wie im Ochten).

## Set
Die Serie spielt im 8. Wiener Gemeindebezirk Josefstadt und wurde komplett in einem 1600 Quadratmeter großen Studio in Wien-Liesing gedreht. Aus Kostengründen wurde auf Außenaufnahmen verzichtet und diese durch Chroma-Keying ersetzt.

## Titelmusik
Der ORF veranstaltete einen Wettbewerb für den Titelsong. Dabei konnte sich die Wiener Band Mondscheiner mit ihrem Lied Mittendrin u. a. gegen die Bands Seesaw, Shiver und SheSays durchsetzen.
Ursprünglich war geplant, dass Starmania-Siegerin Nadine Beiler den Titelsong beisteuert (Was wir sind), jedoch wurde man mit der Produktion nicht zeitgerecht fertig. Außerdem wollte der ORF kein „dramatisierendes“ Lied, sondern ein positiv stimmendes als Titelmusik haben.

## Besetzung

### Hauptdarsteller
| Darsteller         | Rolle                         |
| ------------------ | ----------------------------- |
| Michael Pascher    | Robert Aufderklamm            |
| Iréna Flury        | Verena Huber                  |
| Martin Maier       | Michael „Michi“ Obermaier     |
| Gerold Rudle       | Walter Steinlechner           |
| Laurence Rupp      | Lukas Steinlechner            |
| Verena Scheitz     | Sylvia Steinlechner           |
| Maria Schuchter    | Julia Steinlechner            |
| Nikola Rudle       | Florentina „Flo“ Steinlechner |
| Max Schmiedl       | Ossi Weininger                |
| Veronika Polly     | Angelika „Geli“ Windbüchler   |
| Christoph Fälbl    | Der Prohaska                  |
| Angelika Niedetzky | Claudia Holacek               |
| Barbara Kaudelka   | Lisa Moizi                    |

### Nebendarsteller und wiederkehrende Charaktere
| Darsteller         | Rolle         | Folgen      |
| ------------------ | ------------- | ----------- |
| Stefanie Frischeis | Iris Beninger | Folge 8–14  |
| Kevin Berry        | Kevin         | Folge 11–56 |
| Sylvana Veit       | Mila          | Folge 15–56 |
| Christian Clerici  | Leonardo      | Folge 18    |
| Gregor Seberg      | Arnold Zeiner | Folge 18    |
| Kyrre Kvam         | Veeti         | Folge 21    |
| Daniela Ilian      | Ilse Ludwig   | Folge 41    |

## Charaktere

### Die Wohngemeinschaft
Verena Huber
Verena Huber ist eine gebürtige Niederösterreicherin, die eigentlich wegen eines gewissen Patrick in der Wohngemeinschaft wohnt, welcher sie aber verlassen hat. Trotzdem bleibt sie in der WG, da sie einen guten Job mit Aufstiegschancen bei der Wiener Bank hat. Außerdem passt sie perfekt in die chaotische WG.
Lisa Moizi
Ohne sie würde etwas in der WG fehlen. Sie tritt humorvoll, lustig und chaotisch auf. Seitdem sie sich an einer Modeschule angemeldet hat, ist es immer bergauf gegangen. Aber als ihr Vater schwer erkrankt, geht es psychisch bergab und dabei braucht sie ihre Freunde ganz dringend.
Robert Aufderklamm
Robert ist ein ausgewanderter Tiroler mit großem handwerklichem Talent. Er gilt als "bester Freund der Frauen". Doch wenn es ans nächste Abenteuer geht denkt keine mehr an ihn, weil sich die Frauen leicht blenden lassen von solchen Männern, wie sein Mitbewohner Michi. Aber er denkt bei Frauen nur an eine: Verena.
Michael „Michi“ Obermaier
Michael, der ursprüngliche Kärntner, ist hilfsbereit und sehr sensibel, doch sehr versteckt. Er tritt sehr selbstbewusst und sicher auf. Außerdem punktet er immer bei Frauen, wobei diese Beziehungen nie lange andauern. Eines Tages stellt er fest, dass er sexsüchtig ist. Durch die Internetbekanntschaft Lady Dotterblume will er sich aber ändern. Allerdings klappt dies nicht wie er sich das vorstellt; dann braucht er jemanden zum Ausweinen, wie Mitbewohner Robert. Michi, der Jus-Student, ist der älteste Bewohner der WG. Er soll eines Tages die Klagenfurter Kanzlei seines Vaters übernehmen.

### Familie Steinlechner
Sylvia Steinlechner
Sylvia ist eine erfolgreiche Zahnärztin aus einer bürgerlichen, konservativen Familie. Sie hat einen sorgsamen Ehemann und drei
gut erzogene Kinder. Außerdem ist sie der Kopf und die starke Frau der Familie. Für ihre Kinder ist sie – im Gegenteil zu ihrem Ehemann – ein großes Vorbild.
Walter Steinlechner
Walter Steinlechner ist Sylvias konservativer Ehemann, der liberal auftreten will, es aber dann doch nicht schafft. Oft geht er auch auf Partys seiner Kinder, was sie aber sehr stört und was sie als peinlich empfinden. Walter ist von Beruf Lehrer an einer Schule. Manchmal hat er das Gefühl, seine Ehe mit Sylvia sei eingeschlafen und bräuchte einen neuen Schub. Besonders eifersüchtig ist er auf Sylvias Arbeitskollegen Alexander, der am Ende der Serie vorübergehend bei ihnen einzieht.
Lukas Steinlechner
Lukas ist der witzige und intelligente Sohn des Ehepaars Steinlechner. Er ist Jedermanns Liebling, doch sein Vater konzentriert sich immer auf seine schlechten Eigenschaften: Unpünktlichkeit, nur Augen für Mädchen, jedoch keine fürs Lernen. Deswegen zieht er von seinem Elternhaus aus in die WG.
Julia Steinlechner
Julia ist schon lange kein kleines Mädchen mehr, sie weiß auch schon wie ihre Zukunft ausschauen wird. Da fällt ihr nur ein Wort ein: Showbusiness. Aber zuerst muss sie maturieren, wozu sie ihre Eltern gezwungen haben, obwohl sie für das Leben als Star wie geschaffen ist. Ob Sängerin, Schauspielerin oder sogar Fotomodell, das ist ihr egal, hauptsache berühmt. Dennoch ändert sie sich schlagartig
Florentina „Flo“ Steinlechner
Eigentlich will Florentina gar nicht Flo genannt werden, doch die ganze Familie tut es. Auch wenn sie sich über diese Kleinigkeit ärgert, ist sie ein wohl erzogenes Kind: gute Noten, Interesse und sie ist sehr aufgeweckt und frisch. Sie zieht sich gerne bei Musik zurück. Von den Teenagerkrankheiten ist sie bisher verschont geblieben. Sie spielt gemeinsam mit ihrem Freund Kevin in dem Schulmusical mit, das ihr Vater geschrieben hat.

### Das Holacek
Ossi Weininger
Ossi wirkt charmant, aber grantig. Er ist ein waschechter Wiener, in Leopoldstadt aufgewachsen, hatte er eine bewegte Vergangenheit und ein abenteuervolles Leben. Ossi ist das, was man sich unter einem Macho vorstellt. Seitdem er mit Claudia das Lokal übernommen hat könnte man fast glauben, dass er es nur für sich haben will. Jedoch wenn er Claudia nicht hätte, gäbe es das Lokal längst nicht mehr. Außerdem liebt er seine Claudia und wird sie nicht so schnell verlassen. Immerhin sind die beiden durch dick und dünn gegangen und schon zusammen gezogen.
Claudia Holacek
Claudia Holacek ist Ossis bessere Hälfte. Sie ist die treibende Kraft und die heimliche Chefin des Lokals. Mit Leichtigkeit löst sie ihre Probleme und scheint immer alles im Griff zu haben. Aufgewachsen ist sie in einer kleinbürgerlichen Familie. Ihre Mutter hatte große Pläne mit ihr, doch daraus wurde nichts. Sie fürchtet sich vor großen Schritten wie Kinder bekommen oder heiraten.
Angelika „Geli“ Windbüchler
Angelika, die junge Kellnerin, wirkt nach außen hin naiv und bäuerlich, sie kommt aus einer Provinz in Niederösterreich. Besonders beliebt in ihrem Freundeskreis sind die Geschichten, die sie immer erzählt.
Der Prohaska
Der Prohaska ist Stammgast im Holacek. Immer biertrinkend sitzt er an der Bar.

## Regie
| Regisseur(in)   | Folgen     |
| --------------- | ---------- |
| Leo Bauer       | 21–25      |
| Petra Clever    | 1–5, 26–29 |
| Thomas Herrmann | 35–39      |
| Renata Kaye     | 11–15      |
| Chico Klein     | 30–34      |
| Jurij Neumann   | 16–20      |
| Tina Kriwitz    | 6–10       |

| Einschaltquoten | Einschaltquoten                 | Einschaltquoten | Einschaltquoten |
| Woche           | Datum                           | Zuseher         | Marktanteil     |
| --------------- | ------------------------------- | --------------- | --------------- |
| 1               | 10. April 2007 – 13. April 2007 | 253.750         | 13,25 %         |
| 2               | 16. April 2007 – 20. April 2007 | 150.800         | 8,0 %           |
| 3               | 23. April 2007 – 27. April 2007 | 142.400         | 8,0 %           |
| 4               | 30. April 2007 – 4. Mai 2007    | 137.500         | 7,25 %          |
| 5               | 7. Mai 2007 - 11. Mai 2007      | 127.600         | 7,0 %           |
| 6               | 14. Mai 2007 – 18. Mai 2007     | 117.000         | 6,5 %           |
| 7               | 21. Mai 2007 – 25. Mai 2007     | 110.600         | 6,6 %           |
| 8               | 29. Mai 2007 - 1. Juni 2007     | 108.500         | 6,25 %          |
| 9               | 4. Juni 2007 - 8. Juni 2007     | 92.750          | 5,75 %          |
| 10              | 11. Juni 2007 – 15. Juni 2007   | 94.000          | 5,8 %           |
| 11              | 18. Juni 2007 – 22. Juni 2007   | 94.600          | 5,8 %           |
| 12              | 25. Juni 2007 – 29. Juni 2007   | 93.800          | 5,4 %           |

## Einschaltquoten
Die Premiere war mit 364.000 Zusehern (17 Prozent Marktanteil beim Gesamtpublikum) durchwachsen und unter den Erwartungen von 400.000 Zuschauern, die den Werbekunden versprochen wurden und für die auch im Vorhinein die Werbepreise entsprechend angehoben worden waren. Der durchschnittliche Marktanteil nach der ersten Woche betrug 13,25 Prozent. Zum Vergleich: Im Jahr 2006 erreichte ORF1 einen durchschnittlichen Marktanteil von 18,5 Prozent.
In den folgenden Wochen setzte sich der Abwärtstrend fort.

## Serienende
Aufgrund zu niedriger Einschaltquoten und zahlreichen Kritiken aus den Medien wurde die Serie mit 29. Juni 2007 eingestellt.
In der letzten Folge kehrt Lukas nach zwei Jahren aus Amsterdam zurück und muss viele Änderungen beobachten.
Michi ist schwul geworden, Robert und Verena sind ein Paar und verlobt, Lisa ist schwanger. Seine Schwester Flo ist inzwischen ein Star, seine andere Schwester Julia eine Studentin und hat nur die Umweltverbesserung im Kopf (hauptsächlich wegen des neuen Freunds Georg). Seine Eltern haben nach ihrer Scheidung eine heimliche Affäre. Der Prohaska wohnt bei den anderen im Zimmer von Lukas in der WG und arbeitet auch im Holacek. Geli war inzwischen mit einem Promi aus Amerika verheiratet, und Ossi und Claudia haben Drillinge bekommen, wobei eine mit zweiten Namen Lukas heißt. Welche das genau ist, wissen sie nicht.
2008 gab es laut SevenOne International in der Türkei Interesse am Kauf der Serie, die in einer synchronisierten Version ausgestrahlt hätte werden sollen.